# Miles Monarch
El Miles M.17 Monarch fue un aeroplano ligero de turismo británico de los años 30. Era un monoplano de cabina monomotor triplaza, con tren de aterrizaje fijo de rueda de cola.

## Desarrollo
El último modelo civil producido por Philips and Powis antes de la guerra, el Monarch era un desarrollo de su anterior Whitney Straight. Comparado con su hermano, el Monarch poseía un fuselaje agrandado, permitiendo la provisión de un tercer asiento en la parte que había sido el espacio para el equipaje.

## Historia operacional
Se construyeron once aviones entre 1938 y 1939, seis de ellos para clientes británicos, y el resto yendo a la exportación.
Con el estallido de la guerra, cinco de las máquinas matriculadas en el Reino Unido fueron requisadas por el Ministerio del Aire; una máquina, que pertenecía a Rolls-Royce, fue pintada de camuflaje, pero permaneció en servicio con su propietario. Todos los aparatos excepto uno sobrevivieron a la guerra, se cree que un avión de matrícula neerlandesa (PH-ATP) resultó destruido en un ataque de la Luftwaffe sobre Schiphol el 10 de mayo de 1940. Un avión, el OY-DIO, estuvo en el registro danés hasta el 9 de septiembre de 1939 y pertenecía a un particular llamado Hagedorn.
En los años 50, un Monarch (G-AIDE) consiguió ciertos éxitos como avión de carreras en manos de W.P. Bowles.
En su mayor parte, los Monarch restantes llevaron carreras sin incidentes, pero útiles; cierta cantidad sobrevivió hasta los años 60. El G-AFJU está exhibido en el National Museum of Flight en RAF East Fortune, cerca de East Linton, Escocia.

### Éxitos deportivos del G-AIDE
- 1º - Trofeo Goodyear (1957).[2][1]
- 3º - Carrera de la Copa del Rey (1957).
- 1º - Trofeo Norton Griffiths (1958).
- 2º - Carrera de la Copa Osram (1958).[1]

## Operadores
Bélgica
- Componente Aéreo del Ejército Belga: sólo un avión.

 Reino Unido
- Real Fuerza Aérea

## Especificaciones (M.17)
Referencia datos: Miles Aircraft since 1925, British Civil Aircraft 1919–1972: Volume III

### Características generales
- Tripulación: Uno (piloto)
- Capacidad: Dos pasajeros
- Longitud: 7,9 m (26 ft)
- Envergadura: 10,9 m (35,6 ft)
- Altura: 2,7 m (8,8 ft)
- Superficie alar: 17 m² (183 ft²)
- Peso vacío: 630 kg (1388,5 lb)
- Peso cargado: 975 kg (2148,9 lb)
- Planta motriz: 1× motor lineal invertido de 4 cilindros refrigerado por aire De Havilland Gipsy Major I.
  - Potencia: 97 kW (134 HP; 132 CV)
- Hélices: Bipala de paso fijo
- Capacidad de combustible: 140 L (depósito opcional de 200 L); 11 L de aceite

### Rendimiento
- Velocidad máxima operativa (Vno): 230 km/h (143 MPH; 124 kt)
- Velocidad crucero (Vc): 201 km/h (125 MPH; 109 kt)
- Alcance: 1000 km (540 nmi; 621 mi) con depósito de 140 L; 1465 km con 200 L
- Techo de vuelo: 5300 m (17 388 ft)
- Régimen de ascenso: 4,3 m/s (846 ft/min)
- Carga alar: 58 kg/m² (11,9 lb/ft²)
- Carrera de despegue: 133 m con viento de 8,0 km/h

## Aeronaves relacionadas

### Desarrollos relacionados
- Miles Whitney Straight

### Aeronaves similares
- Percival Gull

### Secuencias de designación
- Secuencia M._ (interna de Miles): ← M.14 - M.15 - M.16 - M.17 - M.18 - M.19 - M.20 →